# Заградитель (минный транспорт, 1906)
Загради́тель, с 1931 года Азимут — минный транспорт (минный заградитель) русского Военного ведомства, приписанный к 1-й Кронштадтской Крепостной Минной Роте.

## История
Спущен на воду в 1906 году в Або. 25 октября 1917 года две с половиной сотни минёров из состава 1-й и 2-й Кронштадтских крепостных рот на «Заградителе» прибыли в распоряжение Петроградского Военно-революционного комитета для участия в Октябрьской революции. После революции вошёл в Кронштадтский крепостной минный отряд, сформированный взамен крепостных минных рот. В марте 1921 года был передан Минной обороне Балтийского моря для тральных работ, по окончании которых в 1922 году был возвращён в Кронштадт. В августе 1925 года с расформированием Кронштадтского крепостного минного отряда сдан на хранение в порт. В 1927 году после расконсервации и ремонта передан Отдельной лоцманской дистанции Финского залива.
Затонул в результате навигационной аварии в Лужской губе 22 августа 1938 года. 1 сентября того же года поднят спасательным судном «Коммуна»
Погиб в ночь на 22 ноября 1941 года во время эвакуации гарнизона Ханко.

21 ноября погрузили и отправили четвёртый эшелон в составе транспорта «Вахур», сетевого заградителя «Азимут» и шести тихоходных тральщиков. Эшелон под командой М. Д. Белкова увез с Ханко 2051 человека, 520 тонн продовольствия, 8 тонн медицинского имущества… Погода, когда этот отряд ушёл, резко ухудшилась. Тихоходный «Вахур» отстал от остальных. Но он все же благополучно дошёл до Гогланда. А вот сетевой заградитель «Азимут» на пути к этому острову в ночь на 22 ноября натолкнулся на плавающую мину и затонул. На нем погибли 288 человек из гарнизона Ханко и весь экипаж.— Широкорад А. Б. Северные войны России